# 鄞姓
鄞姓是漢姓之一，為罕見姓氏。

## 起源
一、浙江省寧波市有鄞州區，春秋時屬越，相傳先人以地為姓。
二、根據《廣東潮州市庵埠鎮鄞姓族譜》記載， 鄞姓先祖源自河南汴梁自宋入居龍溪都（廣東潮州市庵埠鎮）。
三、根據臺灣《鄞氏族譜》：起元於西涼關西國外離城二十裏鄞家莊。
四、有一說法為秦始皇「嬴政」的後裔，包含了「銀、寅、秦、嬴、鄞」等姓氏

## 分布

### 台灣
據1968年陳紹馨、傅瑞德之書《臺灣人口之姓氏分布》，鄞姓集中在屏東縣潮州鎮及彰化縣埔鹽鄉，七成以上的鄞姓人集中在這兩處。九成鄞姓族人籍貫為福建省。今有人口數2200餘人，特別的是，潮州鎮五魁里有90%為鄞姓。

## 外部連結
- 臺灣尋根網（页面存档备份，存于）